# Aphaereta sarcophagensis
Aphaereta sarcophagensis är en stekelart som beskrevs av Roy D. Shenefelt 1974. Aphaereta sarcophagensis ingår i släktet Aphaereta och familjen bracksteklar. Inga underarter finns listade i Catalogue of Life.